# جون برنتيس
جون برنتيس (بالإنجليزية: John Prentice)‏ هو رسام كارتون أمريكي، ولد في 17 أكتوبر 1920 في مقاطعة هيل في الولايات المتحدة، وتوفي في 23 مايو 1999 في كونيتيكت في الولايات المتحدة.